# Landtagswahl in Bayern 1950
- SPD: 63
- BP: 39
- CSU: 64
- FDP: 12
- BHE: 26

- CSU: 153
- Opposition: 51

Die Wahl zum 2. Bayerischen Landtag fand am 26. November 1950 statt. Die Wahlbeteiligung betrug 79,9 %.

## Ausgangspunkt und Ergebnis
Es galt eine 10-%-Sperrklausel auf Ebene der Bezirke, d. h. eine Partei musste in mindestens einem der Bezirke 10 % der gültigen Stimmen erreichen, um in den Landtag einzuziehen.
Die CSU erhielt 27,4 Prozent der Wählerstimmen nach 52,3 Prozent bei der Wahl 1946 (Verlust um 24,9 Prozentpunkte), was das niedrigste Ergebnis der CSU in ihrer Geschichte darstellt. Die SPD erreichte zum ersten und einzigen Mal eine relative Mehrheit der Wählerstimmen; die CSU erhielt gleichwohl ein Abgeordnetenmandat mehr (64) als die SPD (63). Die CSU erhielt im Wahlkreis Schwaben zwei Überhangmandate, die SPD und die Bayernpartei erhielten dafür jeweils einen Sitz weniger. Die erstmals antretende Bayernpartei und der BHE als politisches Sprachrohr der Vertriebenen sorgten für eine massive Verschiebung der bisherigen Parteienstruktur. CSU und SPD bildeten eine Koalition unter Ministerpräsident Hans Ehard (Kabinett Ehard III). 
| Gegenstand der Nachweisung                                                      | Erst- stimmen | Erst- stimmen | Zweit- stimmen | Zweit- stimmen | Gesamt- stimmen | Gesamt- stimmen | Sitze | ±    | Direkt- sitze | Listen- sitze |
| Gegenstand der Nachweisung                                                      | Anzahl        | %             | Anzahl         | %              | Anzahl          | %               | Sitze | ±    | Direkt- sitze | Listen- sitze |
| ------------------------------------------------------------------------------- | ------------- | ------------- | -------------- | -------------- | --------------- | --------------- | ----- | ---- | ------------- | ------------- |
| Stimmberechtigte                                                                | 6.026.641     | 100,0         | 6.026.641      | 100,0          | –               | –               |       |      |               |               |
| abgegebene Stimmen                                                              | 4.811.922     | 79,8          | 4.809.769      | 79,8           | 9.621.691       | –               |       |      |               |               |
| ungültige Stimmen                                                               | 100.290       | 2,1           | 283.561        | 5,9            | 383.851         | 4,0             |       |      |               |               |
| gültige Stimmen                                                                 | 4.711.632     | 100,0         | 4.526.208      | 100,0          | 9.237.840       | 100,0           | 204   | + 24 | 101           | 103           |
| davon:                                                                          |               |               |                |                |                 |                 |       |      |               |               |
| Sozialdemokratische Partei Deutschlands (SPD)                                   | 1.334.888     | 28,3          | 1.253.661      | 27,7           | 2.588.549       | 28,0            | 63    | + 9  | 38            | 25            |
| Christlich-Soziale Union in Bayern (CSU)                                        | 1.264.993     | 26,8          | 1.262.377      | 27,9           | 2.527.370       | 27,4            | 64    | - 40 | 46            | 18            |
| Bayernpartei (BP)                                                               | 862.123       | 18,3          | 795.590        | 17,6           | 1.657.713       | 17,9            | 39    | + 39 | 16            | 23            |
| Deutscher Gemeinschaftsblock der Heimatvertriebenen und Entrechteten (BHE-DG) * | 586.067       | 12,4          | 550.081        | 12,2           | 1.136.148       | 12,3            | 26    | + 26 | –             | 26            |
| Freie Demokratische Partei (FDP)                                                | 334.289       | 7,1           | 319.452        | 7,1            | 653.741         | 7,1             | 12    | + 3  | 1             | 11            |
| Wirtschaftliche Aufbau-Vereinigung (WAV)                                        | 132.183       | 2,8           | 127.504        | 2,8            | 259.687         | 2,8             | –     | - 13 | –             | –             |
| Kommunistische Partei Deutschlands (KPD)                                        | 91.750        | 1,9           | 86.018         | 1,9            | 177.768         | 1,9             | –     | –    | –             | –             |
| Der Deutsche Block (DB)                                                         | 40.454        | 0,9           | 41.584         | 0,9            | 82.038          | 0,9             | –     | –    | –             | –             |
| Bayerische Heimat- und Königspartei (BHKP)                                      | 29.641        | 0,6           | 41.448         | 0,9            | 71.089          | 0,8             | –     | –    | –             | –             |
| Wahlblock der Kriegsgeschädigten-Heimatvertriebenen-Entrechteten (WKHE)         | 19.499        | 0,4           | 32.740         | 0,7            | 52.239          | 0,6             | –     | –    | –             | –             |
| Block der Heimatvertriebenen (BdH)                                              | 10.074        | 0,2           | 10.703         | 0,2            | 20.777          | 0,2             | –     | –    | –             | –             |
| Vereinigung wirtschaftlich und politisch Entrechteter (VWPE)                    | 5.085         | 0,1           | 4.254          | 0,1            | 9.339           | 0,1             | –     | –    | –             | –             |
| Unpolitische Bäuerliche Notgemeinschaft – Hilfe für den Bayerischen Wald (UBN)  | 586           | 0,0           | 796            | 0,0            | 1.382           | 0,0             | –     | –    | –             | –             |